# Taq-Polymerase
Die Taq-Polymerase ist die thermostabile DNA-Polymerase des Bakteriums Thermus aquaticus (Taq). Dieses Bakterium, das in Geysiren bei etwa 70 °C lebt wurde erstmals 1969 von Thomas D. Brock und Hudson Freeze isoliert. Taq-Polymerase ist außerordentlich hitzebeständig und gehört zu den Extremozymen. 1976 wurde die Taq-Polymerase erstmals isoliert.

## Eigenschaften
Das Enzym wird hauptsächlich zur DNA-Vervielfältigung mit Hilfe der Polymerase-Kettenreaktion eingesetzt. DNA-Polymerasen von mesophilen Organismen würden bei Erhitzung während der Polymerase-Kettenreaktion denaturiert und müssten nach jedem Zyklus neu hinzugegeben werden. Bei der DNA-Vervielfältigung mit Taq-Polymerase ist dies nicht notwendig, da das Enzym auch bei hohen Temperaturen noch sehr stabil ist (die Enzym-Halbwertszeit beträgt bei 97,5 °C ca. 9 Minuten). Die DNA-Amplifikation mit Taq ist jedoch fehleranfällig, denn das Enzym besitzt keine 3' → 5'-Exonukleaseaktivität und damit keine proof reading-Funktion. Die Fehlerrate der Taq-Polymerase beträgt 8 · 10−6 Fehler pro Basenpaar. In den amplifizierten DNA-Fragmenten finden sich deshalb häufig Mutationen, die durch ungenaues Kopieren des Matrizenstranges entstehen. Werden sequenzexakte DNA-Amplifikate benötigt, empfiehlt sich daher der Einsatz von Polymerasen mit proof reading-Funktion, etwa von Pfu-, Pwo-Polymerase oder Pfx-Polymerasen (die ursprünglich ebenfalls aus thermophilen Mikroorganismen isoliert wurden), deren Einsatz jedoch kostenintensiver ist.
Bei der Amplifikation eines DNA-Fragments hängt die Taq-Polymerase ein zusätzliches Nukleotid (dATP) an das 3'-Ende des synthetisierten Strangs. Man spricht von einem 3'-A-Überhang (A für Adenin), da sich auf dem Matrizenstrang keine  komplementäre Nukleobase (Thymin) befindet. Der 3'-Überhang wird durch das Fehlen der proof reading-Funktion nicht korrigiert und findet Anwendung beim Verfahren der TA-Klonierung. Durch eine Deletion der ersten 289 Aminosäuren wird das Stoffel-Fragment erzeugt.
Die Massenproduktion des Enzyms erfolgt durch Übertragung des Gens auf einen Stamm des Bakteriums Escherichia coli. Aus diesen Kulturen wird das Protein gereinigt und in einem glycerolhaltigen Puffer bei −20 °C aufbewahrt.